# Santa Coloma de Bordoll
Santa Coloma de Bordoll és una capella del poble nord-català desaparegut de Bordoll, del terme comunal d'Orellà, a la comarca del Conflent.
Estava situada a l'antic poble de Bordoll, a la dreta de la Coma de Roire, al nord-oest del terme comunal d'Orellà, molt a prop de Ralleu i també d'Aiguatèbia. És a uns 12 quilòmetres d'Orellà.
El Vilar de Bordoll (villa Bardolio, any 957 i Bordoll, 1019) consta des del segle x, però l'església de Santa Coloma no està documentada fins al 1231. Després, torna a aparèixer diverses vegades en documents del segle xiii. Posteriorment està documentada com a església sufragània de Santa Cecília de Celrà. Segons Ponsich en queda només una part de l'absis semicircular.